# Eira Vedra
Pour les articles homonymes, voir Eira.
Eira Vedra est une paroisse civile portugaise (en portugais : freguesia) de la municipalité de Vieira do Minho dans le district de Braga.

## Géographie
Le territoire d'Eira Vedra est notamment arrosé par la Ribeira de Tabuaças, sous-affluent de l'Ave qui fait office de frontière avec la paroisse de Vieira do Minho au sud.

## Histoire
L'existence de la paroisse, également appelée São Paio de Eira Vedra, est attestée depuis le XIIIe siècle. La formule S.Payo d’Eyra Vedra apparait au siècle suivant.

## Démographie
Lors du recensement de 2021, Eira Vedra compte 616 habitants.